# Antal József (református lelkész)
Antal József (Kup, 1799. június 11. – Görzsöny, 1866. május 5.) magyar református lelkész.

## Élete
Kupi Antal János és Nórápi Mészáros Susanna hetedik gyermeke. Felesége Katona Borbála, Katona Mihály lelkész leánya. 1825 és 1828 között Kenesén volt rektor, 1828-1829-ben Rédén káplán, 1829-1830-ban ugyanitt ideiglenes lelkész. 1829-ben candidáltatott, 1831-ben felszenteltetett. 1830 és 1835 Rédén szolgált. 28 éven át pápai esperes volt, ezen kívül 1835-től haláláig, 33 éven át töltötte be a görzsönyi református közösség lelkipásztori tisztét. Egy helytörténeti munka is kötődik nevéhez: a Tudományos gyűjtemény 1827. évfolyamának XII. kötetében Jászapáti városát írta le. Vízkórban halt meg.

## Munkái
- Gyászbeszéd Kenessey Badicz Katalin felett. Pápa, 1839.
- Egyházi beszéd, melylyel… Széki Béla egyházkerületi főjegyző urat a pápai helvét hitv. lelkészi hivatalba iktatta aug. 14. 1859. Uo. 1859.
- Öröm ünnep a pápai helv. hitv. templomi orgona felszentelésekor. Uo. 1859.